# Salvador Gené i Torrents
Salvador Gené i Torrents (Cambrils, 16 de desembre de 1880 – Nova York, 5 de desembre de 1956) fou un religiós i missioner cambrilenc.
En 1887 va començar els seus primers estudis al col·legi del Sagrat Cor, que la Congregació dels Fills de la Sagrada Família, havia obert a Cambrils aquell mateix any. Ja a l'adolescència, el 1893,  decideix dedicar-se a la vida religiosa optant per ingressar al noviciat de la mateixa Congregació i completant els estudis eclesiàstics al 1905, essent ordenat prevere a Vic  pel Bisbe Dr. Josep Torras i Bages. El 1913 va assumir la direcció de les missions de Durango (Colorado - Estats Units). El 1916 va ser anomenat consultor general i director del col·legi Sant Pere Apòstol de Reus, fins a l'any 1930. La destinació definitiva del Pare Gené va ser la direcció de les missions de la Santa Cruz, de la diòcesis de Santa Fe a l'estat de Nou Mèxic (Estats Units). Durant aquests anys va retornar diverses vegades al seu país natal per motius de la Congregació i familiars.
El dia 5 de desembre de 1956, de tornada d'un d'aquest viatges i fent escala a l'aeroport de Nova York, va morir víctima d'un atac de cor.
El Ple de l'Ajuntament de Cambrils en data 14 de desembre de 1958 va acordar nomenar-lo fill il·lustre de Cambrils i es va penjar un retrat d'ell a la Sala de Plens de la casa consistorial. El 30 de novembre de 1992 es va celebrar l'acte d'incorporació, a la galeria de fills il·lustres de Cambrils de la Sala de sessions de l'Ajuntament, el bust del Pare Salvador Gené elaborat per l'escultora Mercè Bessó Carreras.

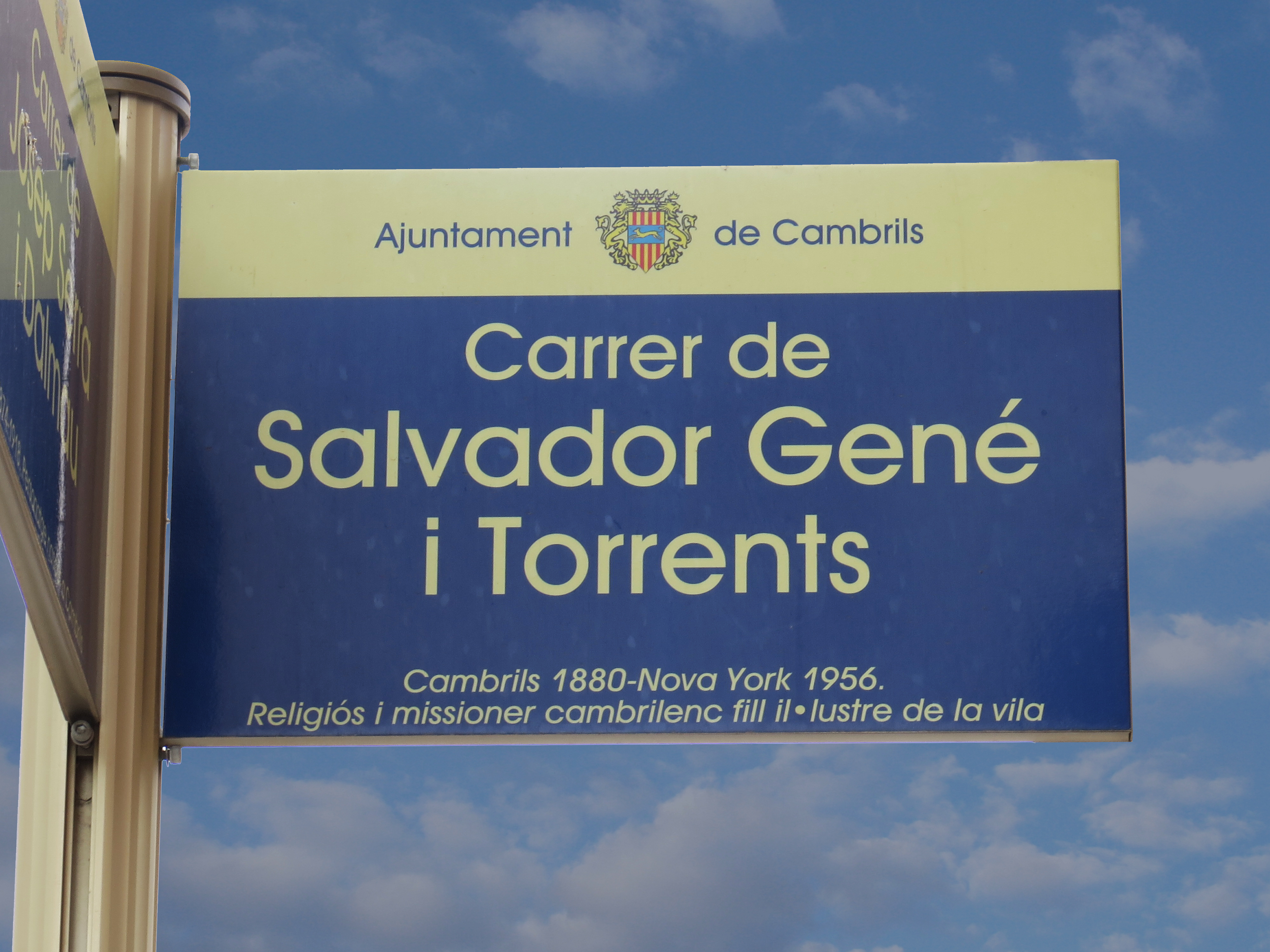
Fotografia d'una de les plaques que identifiquen el carrer dedicat al Pare Salvador Gené i Torrents al municipi de Cambrils